# ジョン・デーリー
ジョン・デーリー（John Daly、1966年4月28日 - ）は、アメリカ・カリフォルニア州カーマイケル出身のプロゴルファーである。

## 概要
1991年の全米プロゴルフ選手権と1995年の全英オープンで優勝し、メジャー大会に2勝を挙げた。身長180cm、体重100kgの巨体から繰り出す豪快な高弾道ドローボールのドライバー・ショットは全盛期のタイガー・ウッズを凌ぎ、プロゴルフ界でも屈指の“飛ばし屋”として有名な選手である。
全盛期はゴルフバッグにウッドがドライバー1本というセッティングでプレイして、「悪魔のように飛ばして勝つ」と評されたこともある。ティーショットを300ヤード以上先のバンカーに入れて大叩きしたり、ロングパットを無造作に成功させたり、大波のゴルフが持ち味で、奔放で型破りなキャラクターの持ち主としても高い人気を持っている。これまでにPGAツアーで通算5勝を挙げる。

## 来歴
4歳からゴルフを始め、テレビに映るジャック・ニクラスを手本にスイングを習得して、1987年にプロ入り。
デーリーは1991年からPGAツアーに本格参戦を開始したが、その年いきなりクルックドスティックゴルフクラブ（7289ヤード、パー72）開催の第73回全米プロゴルフ選手権で優勝した。ニック・プライスが妻の初産に立ち会うため大会直前に出場辞退して、巡り巡って補欠9番目のデーリーが出場することになり、デーリーは急遽アーカンソー州から会場まで車を走らせ、到着したのは大会初日の朝で、練習ラウンドはおろか、ドライビングレンジで一球も打たずにぶっつけ本番で臨んだが、プライスのキャディの"スクイーキー"ジェフ・メドレンが臨時キャディとして援護して、初日69の好発進、2日目は67、予選通算8アンダーで首位に立つと、3日目69で首位キープ、4日目は71、4日間通算 12 アンダーパー（-12, 276ストローク）で回り、2位のブルース・リツキー（アメリカ）に3打差をつけ、ツアー初優勝をメジャー大会で挙げた選手のひとりになった。この大会ではグレグ・ノーマンも愛用したことのあるコブラ社製作の白色セラミックヘッドのドライバーを使用した。
それから、デーリーは1992年9月の「BCオープン」と1994年5月の「ベルサウス・クラシック」で優勝する。
デーリーの選手経歴のハイライトは、29歳の時に1995年の第124回全英オープンで訪れた。この大会は名門のセント・アンドルーズにあるR&Aゴルフクラブのオールドコースで開催され、トム・キッドによるセント・アンドルーズ開催の全英オープン初制覇から122年後であり、アーノルド・パーマーの全英オープン引退試合でもあった。デーリーは72ホール終了時点で通算 6 アンダーパー（-6, 282ストローク）で並んだコスタンティノ・ロッカ（イタリア）とのプレーオフを制した。
最終日最終組のロッカは72ホール目（最終18番ホール）で、セント・アンドルーズ・オールドコースでの全英オープン史上最も難しいパットと評される「罪の谷」越えの約20mのバーディパットを決めて、土壇場でデーリーに並んだが、4ホール（1-2-17-18番ホール）によるプレーオフでデーリーの前に力尽きた。
プレーオフはデーリー1アンダー、ロッカ3オーバーでの決着。1番ホールでロッカが3パット、2番ホールでデーリーが約30フィートのバーディパットを沈めて2打差、17番ホールでロッカがロードバンカーから脱出するのに3打を要しトリプルボギーで勝負あり。“ゴルフの聖地”で栄冠を獲得したデーリーは、30歳の誕生日を迎える前にメジャー2冠（以上）を獲得した4人目の選手になった（デーリーの前にはジャック・ニクラス、トム・ワトソン、ジョニー・ミラーがいた）。この全英オープンでは、ウィルソン社製作のINVEXという名の異形の流線形コンパクトヘッドを持つドライバーを使用した。

### 3度の離婚とアルコール依存症
ところが全英オープン優勝後、デーリーの私生活に数多くの波乱が訪れる。結婚と離婚を繰り返し（現在の妻は4人目）、アルコール使用障害を患うなど、ゴルフに集中できないスランプ状態が長期間続いた。2004年2月、「ビュイック招待選手権」優勝で9年ぶりのツアー5勝目を挙げる。2008年からマックスフライとの契約が切れて、フリーとなっている。
デーリーは趣味でギターを弾き、親友4人と組んで“My Life”（わが人生）というタイトルのCDアルバムを録音したこともある。

## プロ優勝

### PGAツアー (5)
| Legend           |
| メジャー大会 (2) |
| メジャー以外 (3) |

| No. | 日程          | 大会                   | 優勝スコア            | 2位との差  | 2位(タイ)                                                              |
| --- | ------------- | ---------------------- | --------------------- | ---------- | ---------------------------------------------------------------------- |
| 1   | 1991年8月11日 | 全米プロゴルフ選手権   | −12 (69-67-69-71=276) | 3打差      | ブルース・リツキー                                                     |
| 2   | 1992年9月27日 | BCオープン             | −22 (65-66-67-68=266) | 6打差      | ジョエル・エドワーズ, ケン・グリーン, ジェイ・ハース, ノーラン・ヘンケ |
| 3   | 1994年5月8日  | ベルサウス・クラシック | −14 (69-64-69-72=274) | 1打差      | ノーラン・ヘンケ, ブライアン・ヘニンガー                               |
| 4   | 1995年7月23日 | 全英オープン           | −6 (67-71-73-71=282)  | プレーオフ | コスタンティノ・ロッカ                                                 |
| 5   | 2004年2月15日 | ビュイック招待         | −10 (69-66-68-75=278) | プレーオフ | ルーク・ドナルド, クリス・ライリー                                     |

### ヨーロピアンツアー (3)
| Legend           |
| メジャー大会 (2) |
| メジャー以外 (1) |

| No. | 日程          | 大会                            | 優勝スコア            | 2位との差  | 2位                    |
| --- | ------------- | ------------------------------- | --------------------- | ---------- | ---------------------- |
| 1   | 1991年8月11日 | 全米プロゴルフ選手権            | −12 (69-67-69-71=276) | 3打差      | ブルース・リツキー     |
| 2   | 1995年7月23日 | 全英オープン                    | −6 (67-71-73-71=282)  | プレーオフ | コスタンティノ・ロッカ |
| 3   | 2001年9月2日  | BMWインターナショナル・オープン | −27 (63-64-68-66=261) | 1打差      | パドレイグ・ハリントン |

### アジアンツアー (1)
| No. | 日程           | 大会         | 優勝スコア           | 2位との差 | 2位                  |
| --- | -------------- | ------------ | -------------------- | --------- | -------------------- |
| 1   | 2003年10月12日 | 韓国オープン | −6 (73-69-72-68=282) | 2打差     | タワン・ウィラチャン |

### ベン・ホーガン・ツアー (1)
| No. | 日程          | 大会                             | 優勝スコア         | 2位との差 | 2位          |
| --- | ------------- | -------------------------------- | ------------------ | --------- | ------------ |
| 1   | 1990年9月16日 | ベン・ホーガン・ユタ・クラシック | −13 (65-69-69=203) | 1打差     | R.W.イークス |

### その他 (11)
- 1987 Missouri Open
- 1990 AECI Charity Classic (南アフリカ), Hollard Royal Swazi Sun Open (南アフリカ)
- 1993 Alfred Dunhill Cup（団体）
- 1999 JCPenney Classic (with ローラ・デービース)
- 2002 Champions Challenge (with パット・ペレス), ウェンディーズ3ツアー・チャレンジ (PGAチームとして)
- 2003 Callaway Golf Pebble Beach Invitational, ウェンディーズ3ツアー・チャレンジ (PGAチームとして)
- 2006 TELUS Skins Game
- 2007 TELUS Skins Game